# John Hughes (datavetare)
Robert John Muir Hughes, född 1958, är professor i datavetenskap vid Chalmers tekniska högskola.
Han är bland annat känd för sin medverkan i skapandet av programmeringsspråket Haskell och verktyget QuickCheck.
Hughes har en betydande vetenskaplig publicering med ett h-index enligt Google Scholar på 36, vilket innebär att han är medförfattare till minst 36 artiklar som alla vardera är citerade minst 36 gånger.